# Pascoal de Azevedo
Pascoal de Azevedo foi um administrador colonial português.
O tenente-coronel Pascoal de Azevedo foi comandante militar da Capitania do Rio Grande de São Pedro, de 28 de junho de 1752 a 17 de janeiro de 1761.